# Alfred Gross (Ingenieur)

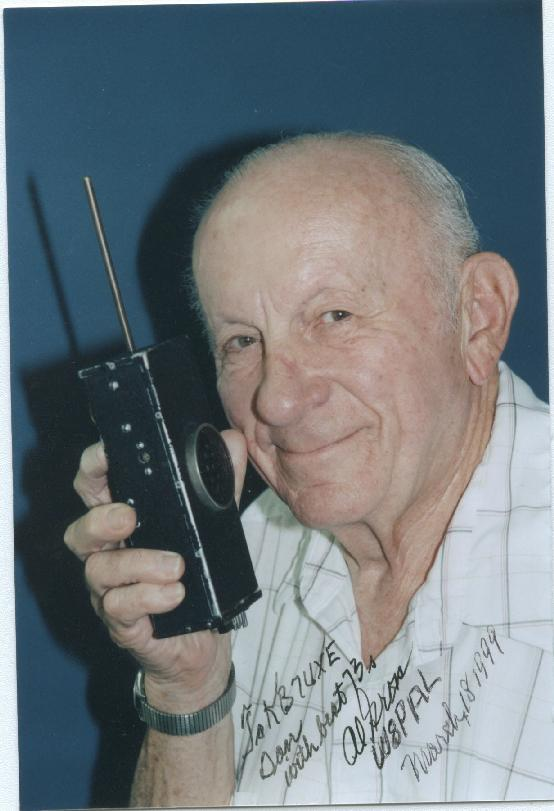
Al Gross, 1999

Irving Alfred Gross (* 22. Februar 1918 in Toronto; † 21. Dezember 2000 in Sun City, Arizona) war ein US-amerikanischer Elektroingenieur.
Alfred Gross studierte Elektrotechnik an der Case School of Applied Sciences. Nach der Erfindung des Handfunkgerätes durch den Kanadier Donald Hings fand er eine Möglichkeit, diese damals noch mit Elektronenröhren betriebenen Geräte zu verkleinern und sie im oberen UKW-Bereich zu betreiben.
Nach dem Zweiten Weltkrieg produzierte er unter anderem die ersten Geräte für CB-Funk und erfand den Pager.